# Vrtovin
Vrtovin – miejscowość w Słowenii w gminie Ajdovščina.